# رون كندا
رون كندا (بالإنجليزية: Ron Canada)‏ مواليد 3 مايو 1949 في نيويورك، هو ممثل أمريكي بدأ مسيرته الفنية سنة 1983.

## الأعمال
- الاكتشاف
- تيد 2
- السلالة
- ذا منتاليست
- كرة الثلج
- ستارغيت إس جي 1
- ويدز
- بيتي القبيحة
- بوسطن ليغال
- الجناح الغربي

## روابط خارجية
- رون كندا على موقع IMDb (الإنجليزية)
- رون كندا على موقع ألو سيني (الفرنسية)
- رون كندا على موقع أول موفي (الإنجليزية)
- رون كندا على موقع قاعدة بيانات الأفلام السويدية (السويدية)
- رون كندا على موقع قاعدة بيانات الفيلم (الإنجليزية)
- رون كندا على موقع كينوبويسك (الروسية)